# C-Bo
Shawn Thomas (14 januari 1974), beter bekend onder zijn artiestennaam C-Bo (afkorting voor Cowboy) is een Amerikaanse rapper.

## Levensloop
Thomas is geboren en getogen in het zuiden van Sacramento, Californië. Hij heeft sinds 1993 meer dan 3,5 miljoen albums verkocht. Tegenwoordig is heeft hij een contract bij Cashville Records.

## Discografie

### Studioalbums
| Jaar | Titel                | Hitlijstposities | Hitlijstposities |
| Jaar | Titel                | Billboard 200    | Amerika R&B      |
| ---- | -------------------- | ---------------- | ---------------- |
| 1993 | Gas Chamber          | -                | 53               |
| 1994 | The Autopsy          | -                | 22               |
| 1995 | Tales from the Crypt | 99               | 4                |
| 1997 | One Life 2 Live      | 65               | 12               |
| 1998 | Til My Casket Drops  | 41               | 4                |
| 1999 | The Final Chapter    | 81               | 20               |
| 2000 | Enemy of the State   | 91               | 24               |
| 2002 | Life as a Rider      | -                | 41               |
| 2002 | Desert Eagle         | -                | -                |
| 2003 | The Mobfather        | 199              | 37               |
| 2006 | Money to Burn        | -                | 71               |

### Samenwerkingen
- 2001: Blocc Movement (met Brotha Lynch Hung)
- 2004: Gang Affiliated (Als groepslid van de West Coast Mafia Gang)
- 2004: In Thugz We Trust (met Yukmouth als Thug Lordz)
- 2006: 100 Racks In My Backpack (met San Quinn)
- 2006: The Moment of Truth (met Killa Tay)
- 2006: Thug Lordz Trilogy (met Spice 1 & Yukmouth als Thug Lordz)
- 2008: Tradin' War Stories (met Omar "Big-O" Gooding)
- 2010: Thug Money (met Yukmouth als Thug Lordz)

### Verzamelalbums
- 1995: The Best of C-Bo
- 2001: C-Bo's Beste Optredens '91-'99
- 2002: West Coast Mafia
- 2003: West Side Ryders
- 2005: West Side Ryders II
- 2006: The Greatest Hits
- 2007: West Side Ryders III
- 2007: West Coast Classics
- 2008: West Side Ryders IV: World Wide Mob

- Library of Congress Control Number: no98078979
- MusicBrainz: 0231c8cb-75f2-4f38-bfda-2f96f3abc26b
- Virtual International Authority File: 58699310
- WorldCat: E39PBJymCrqtfyqQdyqtQByjmd